# Csendes-óceáni-szigetek Gyámsági Terület

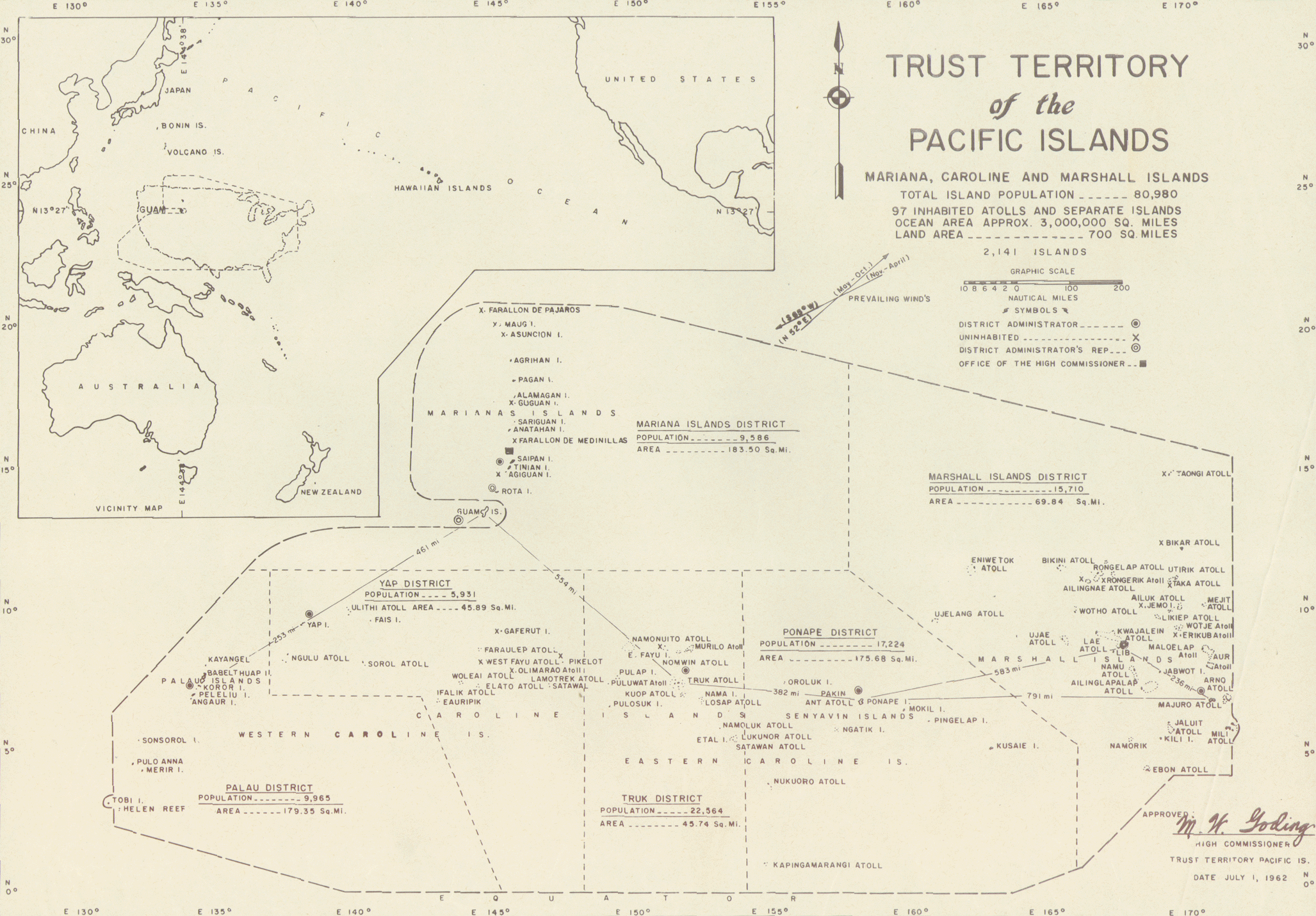
A Csendes-óceáni-szigetek Gyámsági Terület térképe 1961-ből

A Csendes-óceáni-szigetek Gyámsági Terület az ENSZ gyámsági területe volt Mikronéziában, a Csendes-óceán nyugati részén, amely az Amerikai Egyesült Államok igazgatása alatt állt 1947 és 1986 között.

## Története

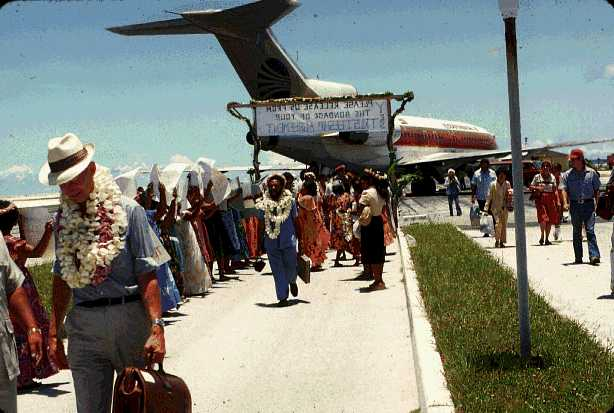
Az ENSZ Látogató Missziója érkezése, Majuro, 1978. A felirat szövege: „Engedjetek el a Gyámsági Megállapodás gúzskötéséből.”

A terület a Karolina-szigeteket, Marshall-szigeteket és a Mariana-szigeteket foglalta magába, közigazgatásilag pedig a Belaui Köztársaságra, a Marshall-szigeteki Köztársaságra és a Mikronéziai Szövetségi Államokra oszlott. A három szigetcsoport a 19. század végéig spanyol gyarmati uralom alatt állt. 1899-ben a Karolina- és a Mariana-szigeteket Németország megvásárolta, a Marshall-szigeteket pedig elfoglalta, létrehozva Német Új-Guineát.
1914-től a szigetcsoportok Japán megszállás alá kerültek, amelyet 1919-től a népszövetségi Dél-Csendes-óceáni mandátumterületként igazgatott tovább a japán adminisztráció. 1944-ben az USA foglalta el a területet.
A Csendes-óceáni-szigetek Gyámsági Terület 1947. július 18-án került ENSZ gyámság alá és az 1947-es gyámsági megállapodás szerint „stratégiai terület” lett. Emiatt a terület formális ENSZ gyámsági státuszát csakis az ENSZ Biztonsági Tanácsa szüntethette meg, szemben más gyámsági területekével, amelyet az ENSZ Közgyűlés annullált. 1951-ig az amerikai haditengerészet ellenőrizte a területet Guamban található főhadiszállásáról, ekkor az Egyesült Államok belügyminisztériuma vette át a közigazgatás irányítását saipani bázisáról.
A Gyámsági Terület Kongresszusa 1971-ben vetett ki először személyi jövedelemadót, ez elsősorban a régió katonai bázisain dolgozó külföldieket érintette.
Az Egyesült Államok 1986. október 21-én megszüntette a Marshall-szigeteki Körzet igazgatását. Rövidesen, 1986. november 3-án megszűnt az amerikai adminisztráció a Csendes-óceáni-szigetek Gyámsági Terület Chuuk, Yap, Kosrae, Pohnpei, és a Mariana-szigetek körzetei fölött is. A Biztonsági Tanács hivatalosan 1990. december 22-én szüntette meg a Chuuk, Yap, Kosrae, Pohnpei, Mariana-szigetek és a Marshall-szigetek körzetek gyámsági függőségi viszonyát. Végül 1994. május 25-én, a Tanács megszüntette a Palau Körzet gyámsági függését is, ezután az USA és Palau megállapodtak az utóbbi függetlenségéről, amely október 1-jén lépett életbe.

## Jelenlegi helyzet
A terület jelenleg négy részre oszlik:

### Független országok, amelyek társultak az Amerikai Egyesült Államokkal
Ezek a független államok szabadon társulásra léptek az Amerikai Egyesült Államokkal a Szabad Társulási Egyezmény (Compact of Free Association, COFA) szabályai szerint.
- Marshall-szigetek – 1979-ben jött létre, a COFA 1986. október 21-én lépett hatályba
- Mikronézia – 1979-ben jött létre, a COFA 1986. november 3-án lépett hatályba
- Palau – 1981-ben jött létre, a COFA 1994. október 1-jén lépett hatályba.

### Az Amerikai Egyesült Államok külbirtoka
- Északi-Mariana-szigetek (Commonwealth of the Northern Mariana Islands) – Új alkotmánya részlegesen 1978. január 1-jén lépett életbe, 1986. november 4-től már minden rendelkezését alkalmazzák.[4]

## További információ
- Fényképek a Gyámsági Területi Kormány archívumából
- 1967 A Csendes-óceáni-szigetek népszámlálási térképe Archiválva 2017. január 3-i dátummal a Wayback Machine-ben
- United States Code: CHAPTER 14 - TRUST TERRITORY OF THE PACIFIC ISLANDS

Koordináták: é. sz. 10° 30′, k. h. 152° 00′10.500000°N 152.000000°E